# Lophosia pulchra
Lophosia pulchra är en tvåvingeart som först beskrevs av Townsend 1927.  Lophosia pulchra ingår i släktet Lophosia och familjen parasitflugor. Inga underarter finns listade i Catalogue of Life.